# Maître du Calvaire Wasservass

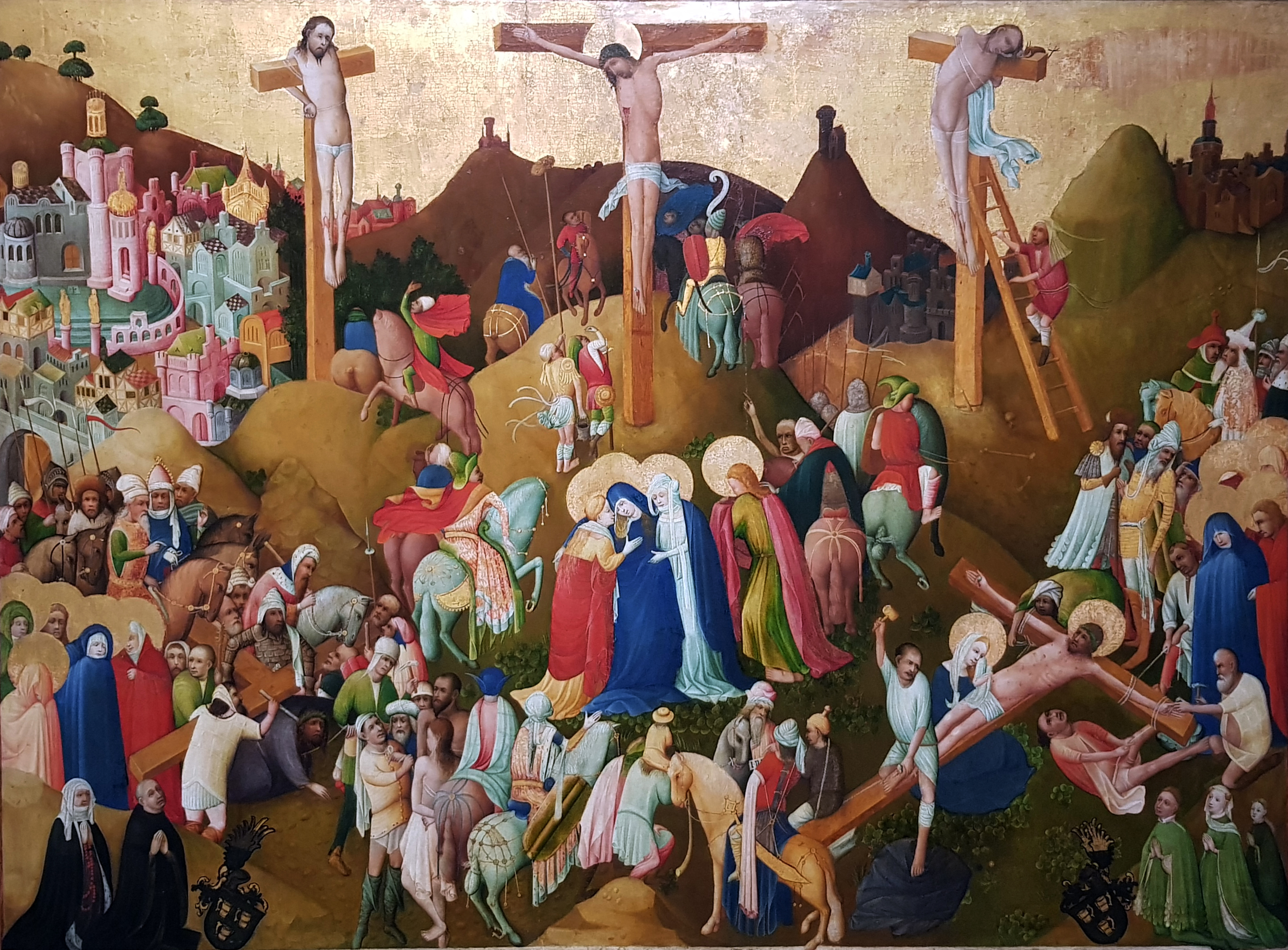
Le Calvaire Wasservass, Wallraf-Richartz-Museum, Cologne, WRM 65, vers 1420–1430.

Le Maître du Calvaire Wasservass est un peintre gothique tardif anonyme actif vers 1415–1435, probablement autour de Cologne.
Il porte son nom de convention d'après le calvaire conservé au Wallraf-Richartz Museum à Cologne et probablement créé vers 1420–1430, calvaire qui porte le blason de la famille Wasservass.
Ce retable est probablement un don de Gerhard von Esch, appelé « von dem Wasservass », don fait à l'église Sainte-Colombe de Cologne. On ne connaît pas d'autres œuvres attribuables avec certitude au Maître. Ses sources stylistiques sont à trouver dans la peinture primitive flamande et aussi les enluminures bourguignonnes de son temps. Il est plutôt isolé dans l'école de Cologne, avec laquelle il ne partage que peu d'éléments de style.

## Description du calvaire
Le calvaire, de dimensions 128 × 176 cm, peint en tempera sur couche blanche épaisse, sur panneaux de chêne, est inventorié sous le numéro WRM 65. Il est entré au Wallraf-Richartz Museum en 1824 avec l'ensemble de la collection de Ferdinand Franz Wallraf. Le tableau représente les dernières scènes de la passion : la montée au calvaire, la mise en croix et la crucifixion.
Dans le coin inférieur gauche de l'image est représenté le membre du conseil (Ratsherr) Gerhard von Esch avec sa femme ; depuis 1407, il portait aussi le nom « von dem Wasservass », d'après la maison éponyme située à Cologne qu'il a acheté cette année-là. Le nom est ainsi devenu le nom du tableau. Dans le coin inférieur droit on voit son fils Goddert, sa femme et leur fille ou petite fille, ajoutée ultérieurement. Goddert était également conseiller municipal et plusieurs fois maire de Cologne. Les blasons portent trois récipients à anses, peut-être des cruches à eau (des « Wasserfass »), ils sont surmontés de panaches.
Le tableau dans son ensemble est une crucifixion entourée d'une foule nombreuse, variée, en groupes compacts et isolés, bien différente des crucifixions où seul Marie et Jean-Baptiste figurent. D'autres exemples, à peu près contemporains et aux mêmes lieux, sont le retable de Kirchsahr, vers 1430, de l'entourage du Maître de la Sainte Parenté l'Ancien ou un autre calvaire, appelé « Le grand calvaire » d'un auteur anonyme vers 1420, au Wallraf-Richartz-Museums. De nombreux autres exemples de calvaires dans la foule existent par ailleurs.
Le tableau se lit de la gauche vers la droite et du bas vers le haut. La ville de Jérusalem, si colorée, comporte de nombreux repères qui permettent d'identifier Cologne : les églises Groß St. Martin, Saint-Séverin et la salle des fêtes de la ville, le Gürzenich, sont reconnaissables. De la porte de la ville part une longue file de personnages vers le lieu du calvaire. Au centre se trouve Jésus, qui s'écroule sous le poids de la charge. À droite la mise en croix, et au-dessus la crucifixion.
La composition reflète cette narration, et est en trois plans. Au premier plan, la foule arrivant de Jérusalem avec la chute du Christ et à droite la mise en croix. Le deuxième plan, légèrement séparé par de petites collines des deux scènes précédentes, contient les trois croix des crucifiés. En arrière-plan enfin, la ville de Jérusalem, une autre petite ville juste derrière, une suite de collines surmontées de châteaux forts, et à droite deux autres villes, plus petites. Cette composition en trois plans et le dégradé des coloris, allant de l'avant-plan coloré à l'arrière-plan sombre, et la hauteur de l'horizon, est une tentative de mise en perspective qui est encore inconnue dans la région colonaise à cette époque.
La composition géométrique est marquée par les trois verticales figurées par les croix, et les deux diagonales descendant de gauche et de droite, vers le pied de la croix centrale. Sur la gauche, cette diagonale est formée de la suite des personnages sortant de la porte de Jérusalem, avec au milieu la chute du Christ. À droite, c'est la croix couchée qui forme la diagonale opposées. Autour de la croix centrale, et au-dessus des deux diagonales, une ronde circulaire est composée de diverses personnes, parfois sur leurs montures. Les personnages plus éloignées sont plus petites, les chevaux, souvent représentés de dos, ont l'avant raccourci par rapport à leur croupe; tous ces détails doivent renforcer la tentative de présenter la profondeur.
Une caractéristique particulière, et qui n'apparaît pas plus tôt dans l'iconographie colonaise, est la narration simultanée de plusieurs épisodes de la passion, ici la chute du Christ, la mise en croix et la crucifixion. Zehnder, quand il mentionne la transformation du tableau représentatif en tableau narratif, voit son origine à la fois dans Jan van Eyck quant à la disposition spatiale et, quant au style narratif, dans l'enluminure française, et notamment Jacquemart de Hesdin. Il cite comme exemple la narration simultanée de l'histoire de Joseph dans le manuscrit de la Bibliothèque nationale attribué à des successeurs de Jacquemart (manuscrit fr. 247, fol. 25) daté de peu avant 1416. La narration simultanée est bien plus développée ultérieurement, et au lieu d'être, comme ici, composée de « vignettes » isolées, est intégrée dans un paysage sophistiqué, par exemple chez Memling dans les Scènes de la Passion du Christ ou dans l'Avènement et triomphe du Christ.

## Style
La description de la nature est qualifiée d'« expressionniste » par Budde 1986, p. 59, notamment en ce qui concerne les couleurs que l'artiste change à volonté. Ainsi, des chevaux deviennent vert clair, jaunes ou bleus. La ville de Jérusalem, avec ses palais et coupoles dorés, est transformée en une architecture de rêve aux reflets rose et vert. Cette coloration de l'architecture et des chevaux se trouve déjà ailleurs : Zehnder note la présence de chevaux rouges et verts de la tapisserie de Bayeux, et renvoie aussi à la crucifixion de Pietro Lorenzetti dans la fresque 8 de la basilique inférieure à Assise.
Les groupes de personnages, leurs costumes et coiffures, ont fait l'objet de comparaisons attentives de la part des historiens de l’art. De nombreux cas de représentations semblables se trouvent dans les enluminures françaises. Les coiffes permettent d'identifier tartares, des kurdes, des guerriers byzantins, des juifs, des guerriers perses. Des vues de dos des guerriers à cheval sont fréquentes dans les livres d'heures. La mise en croix avec des cordes de serrages, représentée avec un réalisme fort, est déjà dans Les Grandes Heures du duc de Berry (Paris, Bibliothèque nationale, lat. 919, fol. 74).

## Datation
La datation du tableau est compliquée par la singularité de son auteur qui - tout en conservant quelques caractéristiques colonaises - se distingue des autres peintres par des apports personnels, et aussi par le fait que l'on ne connaît pas d'autres œuvres qui pourraient lui être attribuées. La présence des blasons n'est pas un secours, car l'analyse aux rayons X a montré qu'ils ont été surajoutés à des blasons antérieurs. La fille de Godert, ajoutée aussi ultérieurement à droite, est en fait sa petite-fille, lui-même n'ayant eu que deux fils. Ce sont donc les arguments de style qui font opter pour une datation vers 1420-1430.

## Détails

Détails du tableau
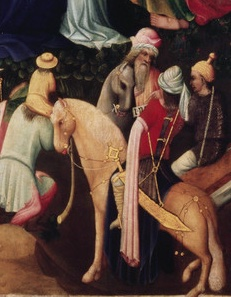
Badauds
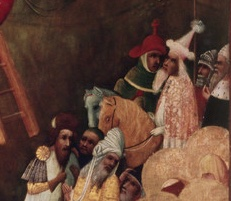
Notables
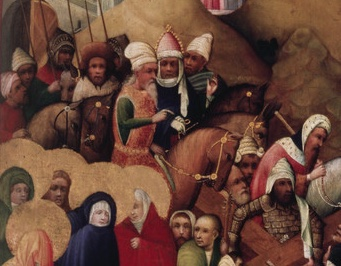
Foule suivant le Christ
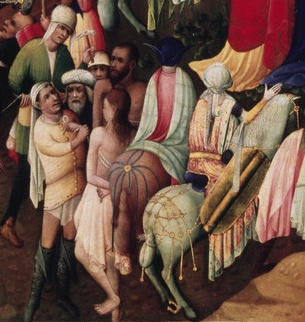
Panache des montures

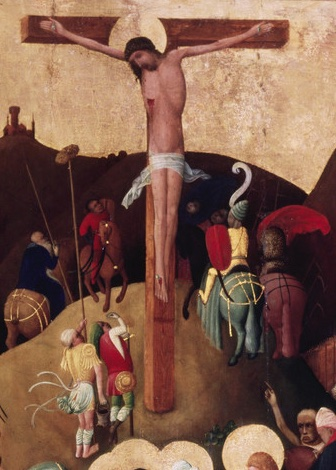
Christ en croix
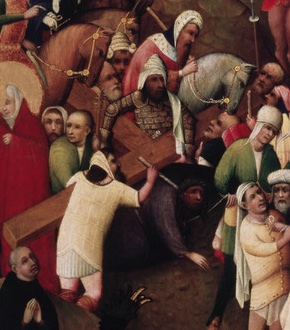
Jésus écroulé
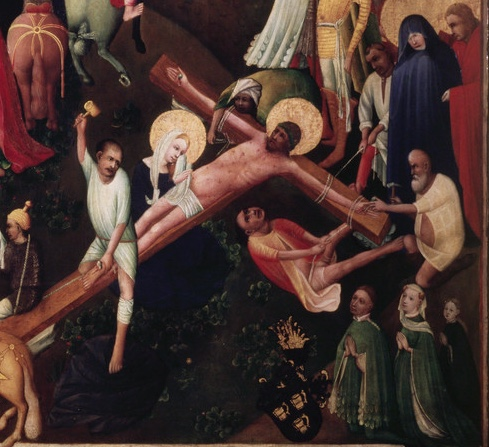
Jésus cloué

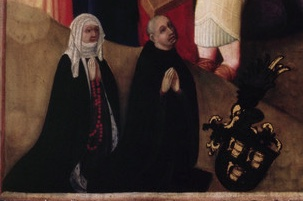
Donateurs et cruches à eau
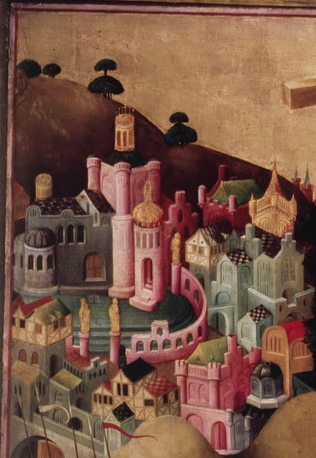
Jérusalem
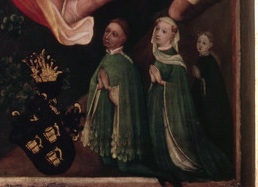
Donateurs et cruches à eau